# Jeskyně Plánivy
Jeskyně Plánivy se nachází v katastru obce Lipovec u lesní trati zvané Plánivy. Odvodňuje vody Plánivského potůčku, který pramení nedaleko od propadu do jeskyně.
O existenci jeskyní se vědělo již koncem 19. století, ale první výzkum provedl až roku 1905 Karel Absolon. Další pokusy v letech 1916 – 1921 skončily neúspěchem, speleologům se nepodařilo překonat těsné úžiny. Plánivské jeskyně tak byly důkladně prozkoumány až v letech 1943 – 1946 skupinou Otty Ondrouška. K dalším objevům došlo v roce 1961.
Jeskyně má poměrně úzké chodby, které vytvořily vody Plánivského potoka. Jejich celková délka je zhruba 500 m, výškový rozdíl 90 m. Jediným větším prostorem je Hlinitý dóm, který je 25 m vysoký. Plánivské jeskyně mají bohatou sintrovou a krápníkovou výzdobu, pyšní se však titulem nejobtížněji přístupné jeskyně v Moravském krasu.

## Fotografie

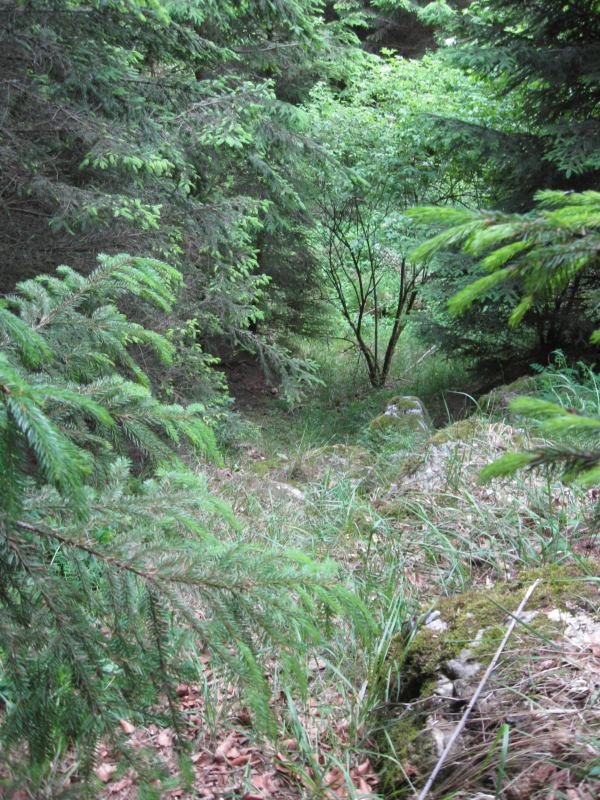
Plánivské údolí
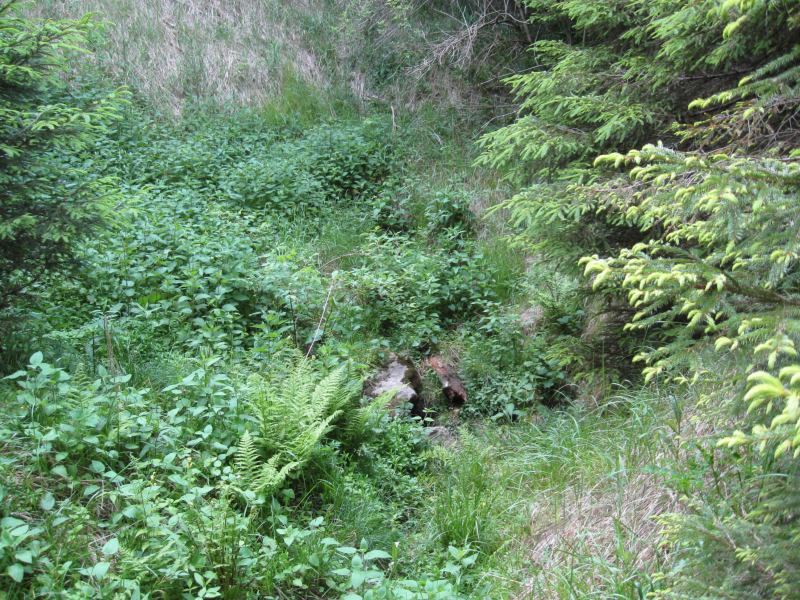
Propadání Plánivského potoka